# Luke Kipkosgei
Luke Kipkosgei, född den 27 november 1975 i Iten, är en kenyansk före detta friidrottare som tävlade i medel- och långdistanslöpning.
Kipkosgeis genombrott kom när han vann guld på 5 000 meter vid Goodwill Games 1998. Han blev silvermedaljör på samma distans vid Goodwill Games 2001. Även om han deltog vid många GP-tävlingar i Europa deltog han bara vid ett av IAAFs-mästerskap nämligen inomhus-VM 2003 där han blev bronsmedaljör på 3 000 meter. 

## Personliga rekord
- 1 500 meter - 3.35,48
- 5 000 meter - 12.56,50
- 10 000 meter - 27.12,37